# Connacht
Connacht (IPA: [ˈkɒnɔːt], korábban angolosított formában Connaught  [ˈkɒnə(x)t], írül Connachta [ˈkʊn̪ˠəxt̪ˠə]) az Ír-sziget négy történelmi tartományának egyike, amely a mai Írország nyugati részén fekszik. Ez a legkisebb a négy ír történelmi tartomány közül; népessége mindössze 503 083 fő. Fontosabb városai délen Galway és északon Sligo. 

## Megyéi

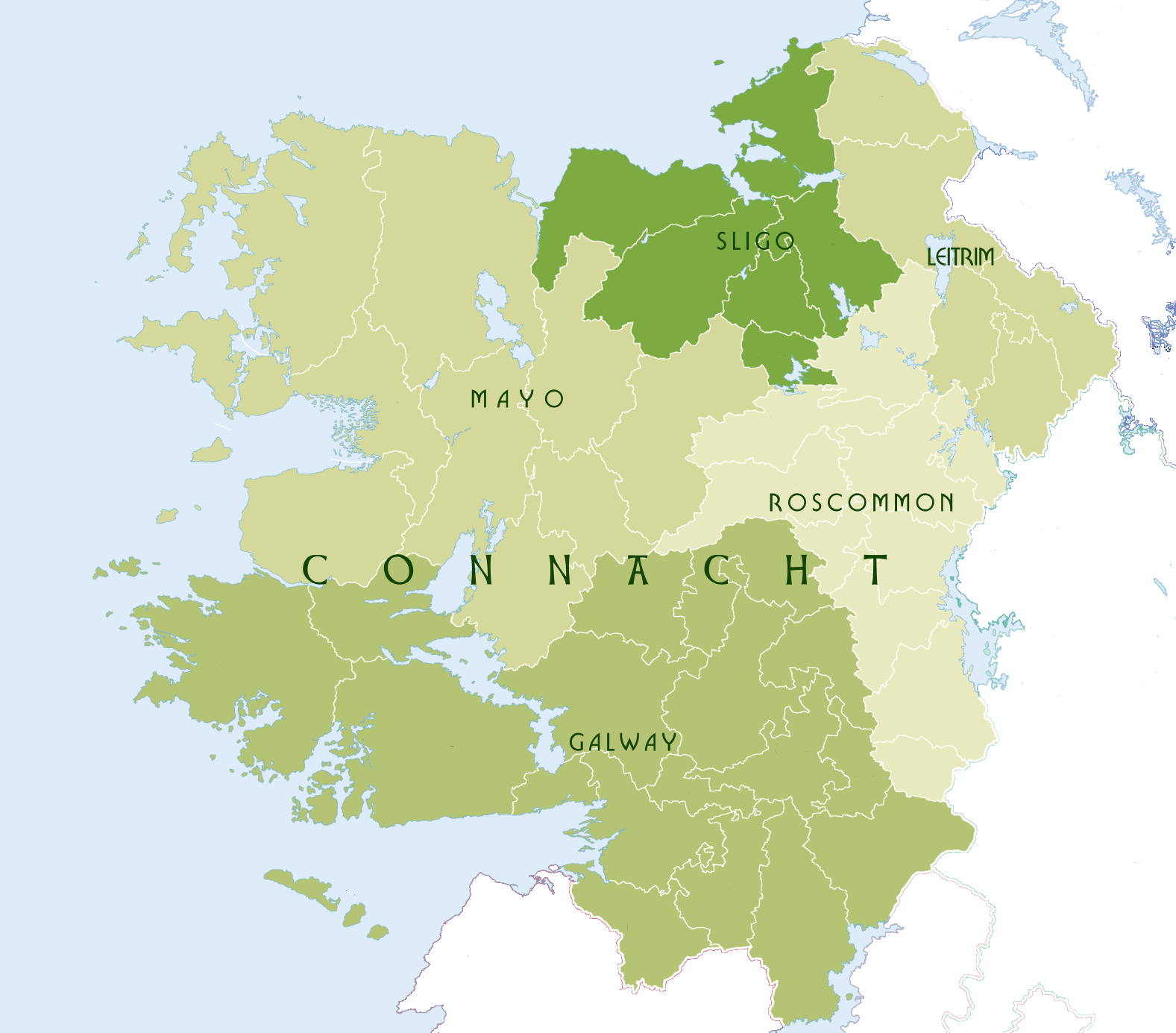
Connacht megyéi

A tartomány 5 megyére oszlik:
- Galway
- Leitrim
- Mayo
- Roscommon
- Sligo

## Fordítás
Ez a szócikk részben vagy egészben a Connacht című angol Wikipédia-szócikk ezen változatának fordításán alapul.  Az eredeti cikk szerkesztőit annak laptörténete sorolja fel. Ez a jelzés csupán a megfogalmazás eredetét és a szerzői jogokat jelzi, nem szolgál a cikkben szereplő információk forrásmegjelöléseként.